# Lista dos maiores lagos da Alemanha
Na Alemanha existem cerca de 50 lagos
|     | Lago        | Land                                         | Área      |
| --- | ----------- | -------------------------------------------- | --------- |
| 1.  | Constança   | Bade-Vurtemberga / Baviera / Suíça / Áustria | 536 km²   |
| 2.  | Müritz      | Meclemburgo-Pomerânia Ocidental              | 117 km²   |
| 3.  | Chiem       | Baviera                                      | 80 km²    |
| 4.  | Schwerin    | Meclemburgo-Pomerânia Ocidental              | 61 km²    |
| 5.  | Starnberg   | Baviera                                      | 56 km²    |
| 6.  | Ammer       | Baviera                                      | 46,6 km²  |
| 7.  | Plau        | Meclemburgo-Pomerânia Ocidental              | 38,7 km²  |
| 8.  | Kummerow    | Meclemburgo-Pomerânia Ocidental              | 32 km²    |
| 9.  | Steinhude   | Baixa Saxônia                                | 29,12 km² |
| 10. | Grande Plön | Eslésvico-Holsácia                           | 29 km²    |